# Alexander Kofler
Alexander Kofler (ur. 6 listopada 1986 w Klagenfurt am Wörthersee) – austriacki piłkarz.
Kofler rozegrał 33 mecze (2970 min) w sezonie 2011-2012 w A. Lustenau. Tam też zdobył najwięcej żółtych kartek - bo aż 5. Również w A. Lustenau w sezonie 2010-2011 otrzymał jedyną w karierze czerwoną kartkę.